# 莫尔斯
莫尔斯（法語：Maurs，法語發音：[mɔʁs]），又名莫尔斯拉若利（法語：Maurs-la-Jolie），是法国康塔尔省的一个市镇，位于该省西南部，和洛特省接壤，属于欧里亚克区。

## 地名
该地名“Maurs”发音为[mɔʁs]，字母“s”发音，《世界地名翻译大辞典》与《世界地名译名词典》将其误译作“莫尔”。

## 地理
莫尔斯（44°42'38"N, 2°11'53"E）面积30.84 平方千米，位于法国奥弗涅-罗讷-阿尔卑斯大区康塔爾省，该省份为法国中南部省份，位于法國中央高原中心，北起科雷兹省、上盧瓦爾省和多姆山省，西接洛特省和科雷兹省，南至阿韦龙省和洛特省，东临上盧瓦爾省和洛泽尔省。
与莫尔斯接壤的市镇（或旧市镇、城区）包括：凯扎克、圣艾蒂安德莫尔斯、勒特里尤卢、塞莱河畔巴尼亚克、利纳克、圣西尔格、圣康斯坦-富尔努莱斯。
莫尔斯的时区为UTC+01:00、UTC+02:00（夏令时）。

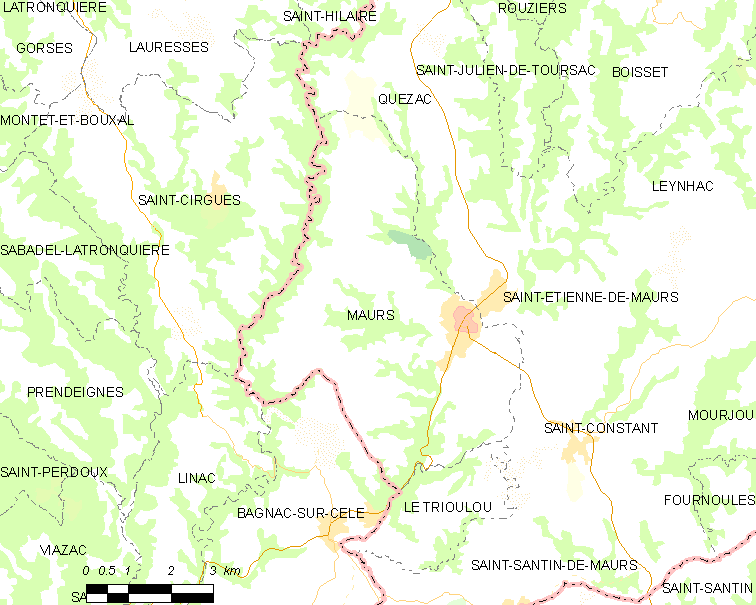
莫尔斯的OSM定位图

## 行政
莫尔斯的邮政编码为15600，INSEE市镇编码为15122。

## 政治
莫尔斯所属的省级选区为莫尔斯县，其也是该县的中央投票站所在地。

## 人口

1962-2008年间莫尔斯人口变化图示

莫尔斯于2022年1月1日时的人口数量为2131人。